# Best of the Beast
Best of the Beast je první „best of“ album britské heavymetalové skupiny Iron Maiden. Vydáno bylo roku 1996 ve třech verzích: vinyl s 34 skladbami, dvojCD s 27 skladbami a CD o 16 skladbách. Vinylová verze je v současné době vzácná a tak se stala zájmem sběratelů. Album z větší části obsahuje nejznámější skladby kapely, ale jsou na něm i nové skladby (např. Virus) a dvě skladby z dema The Soundhouse Tapes (Iron Maiden a Strange World – ta ale předtím nebyla vydána).

## Seznam skladeb (16)
1. „The Number of the Beast“
2. „Can I Play With Madness“
3. „Fear of the Dark“ (Live)
4. „Run to the Hills“
5. „Bring Your Daughter… to the Slaughter“
6. „The Evil That Men Do“
7. „Aces High“
8. „Be Quick or Be Dead“
9. „2 Minutes to Midnight“
10. „Man on the Edge“
11. „Virus“
12. „Running Free“ (Live)
13. „Wasted Years“
14. „The Clairvoyant“
15. „The Trooper“
16. „Hallowed Be Thy Name“

## Seznam skladeb (27)
CD 1:
01. „Virus“                                                                                 6:13
02. „Sign of the Cross“                                                            11:16
03. „Man on the Edge“                                                              4:12
04. „Afraid To Shoot Strangers“ (Live)                                       6:49
05. „Be Quick Or Be Dead“                                                        3:22
06. „Fear of the Dark“ (Live)                                                      7:22
07. „Bring Your Daughter...To the Slaughter“                             4:43
08. „Holy Smoke“                                                                       3:49
09. „The Clairvoyant“                                                                 4:27
10. „Can I Play With Madness“                                                  3:31
11. „The Evil That Men Do“                                                        4:33
12. „Heaven Can Wait“                                                               7:22
13. „Wasted Years“                                                                     5:08
RUNNING TIME:                                                                      73:01

CD 2:
01. „Rime of the Ancient Mariner“ (Live)                                   13:24
02.„ Running Free“ (Live)                                                            3:27
03. „2 Minutes to Midnight“                                                          6:03
04. „Aces High“                                                                            4:30
05. „Where Eagles Dare“                                                             6:12
06. „The Trooper“                                                                         4:13
07. „The Number of the Beast“                                                     4:52
08. „Run to the Hills“                                                                     3:54
09. „Hallowed Be Thy Name“                                                        7:14
10. „Wrathchild“                                                                             2:55
11. „Phantom of the Opera“                                                           7:10
12. „Sanctuary“                                                                              3:13
13. „Strange World“                                                                       5:23
14. „Iron Maiden“                                                                           4:01
RUNNING TIME:                                                                         76:58